# The Great Wobo Escape
The Great Wobo Escape je česká videohra z roku 2015. Žánrově se řadí mezi stealth akce. Vytvořilo ji studio Gamifi.cc.

## Kampaň na Startovači
Vývojáři se rozhodli hru zafinancovat přes Startovač. Požadovali 75 000 Kč. Projekt byl úspěšný a hra nakonec vybrala 100 696 Kč. 

## Hratelnost
Hráč ovládá servisního robota, Woba. Ten je uvězněn na základně nacházející se na vzdálené planetě. Ten se rozhodne utéct, ale musí si dávat pozor na různé pasti a nepřátele. Hra je viděna z boku a nemá k dispozici žádné zbraně. Hráč se tedy musí nepřátelům vyhýbat a využívat tichosti a vynalézavosti. Hra taktéž obsahuje různé hádanky, jako například přehazování kolejnic, či posunutí kontejnerů v určitém pořadí.